# Volk en Staat
Volk en Staat (« Peuple et État ») est un quotidien belge de langue néerlandaise fondé le 15 novembre 1936 pour prendre la succession du quotidien De Schelde.
Le journal était lié au Vlaams Nationaal Verbond (VNV), un parti politique nationaliste flamand d’extrême-droite.

## Histoire
En 1938, Antoon Mermans devint redacteur en chef de Volk en Staat et Staf de Clercq en possédait la majorité des actions.
Après une interdiction le 1er janvier 1940, après laquelle Volk en Staat ne fut plus imprimé pendant quelque temps, le journal put paraître à nouveau dès le 27 février 1940. Le journal cessa encore de paraître après l’invasion de la Belgique, le 10 mai 1940. Le rédacteur en chef Mermans et l’administrateur Karel Peeters furent arrêtés.
Après leur libération, le journal reçut de l’occupant l’autorisation d’impression, avec des restrictions, pour le restant de la guerre. Dès le 13 juin, il parut à nouveau, désormais dans deux éditions : l’édition A, sous la rédaction en chef de Mermans, avait un caractère populaire ; l’édition B, sous la rédaction en chef de Jan Brans, s’adressait aux intellectuels.
Durant l’occupation, le tirage de Volk en Staat oscillait entre 40 000 et 50 000 exemplaires.
En septembre 1944, le quotidien fut dissout.

## Sources
- (nl) Cet article est partiellement ou en totalité issu de l’article de Wikipédia en néerlandais intitulé « Volk en Staat » (voir la liste des auteurs).
- (nl) Lieven Saerens, Vreemdelingen in een wereldstad: een geschiedenis van Antwerpen en zijn joodse bevolking (1880-1944), Uitgeverij Lannoo, 2000
- (nl)Grote Winkler Prins en ligne